# 于學謙
于學謙，清朝政治人物、進士出身。
康熙五十五年，擔任福建建寧府政和縣知縣。雍正五年，任河南河南府新安縣知縣。雍正十三年，任雲南武定府同知。乾隆十八年，任山東登州府知府之松潘同知。